# Zwierzyniec (Maków)
Pour les articles homonymes, voir Zwierzyniec (homonymie).
Zwierzyniec (prononciation : [zvjɛˈʐɨɲɛt͡s]) est un village polonais de la gmina de Krasnosielc dans le powiat de Maków de la voïvodie de Mazovie dans le centre-est de la Pologne.
Il se situe à environ 12 km au nord de Krasnosielc (siège de la gmina), 28 km au nord de Maków Mazowiecki (siège du powiat) et à 101 km au nord de Varsovie (capitale de la Pologne).

## Histoire
De 1975 à 1998, le village appartenait administrativement à la voïvodie d'Ostrołęka.